# Соняшник звичайний
Соняшник звичайний (Heliánthus ánnuus), соняшник однорічний — вид трав'янистих рослин з роду соняшник родини айстрових.

## Ботанічний опис
Стебло висотою від 0,6 до 3 метрів, пряме, переважно без гілок, покрите жорсткими волосками.
Листя чергове, на довгих черешках, верхнє сидяче, нижнє супротивне, темно-зелене, овально-серцеподібне, з пластиною до 40 см довжини, запушене короткими жорсткими волосками, з пилчастими краями.
Квітки у верхівкових, дуже великих кошиках, 30–50 см у діаметрі, до зацвітання (у стадії бутонів) повертаються протягом дня за сонцем. Після зацвітання квітки орієнтовані переважно на схід. Крайові квітки язичкові, оранжево-жовті, довжиною 4–7 см, зазвичай безплідні; внутрішні — трубчасті, буро-жовтого кольору, двостатеві, численні (500—2000). Віночок п'ятичленний. У квітці п'ять тичинок з вільними нитками, але зі зрощеними пиляками. Соняшник утворює частіше одне суцвіття, але бувають додаткові відростки з малими суцвіттями. Цвіте у липні — серпні протягом 30 днів.
Плоди — довгасто-яйцеподібні сім'янки, слабогранчасті, трохи стиснуті, 8–5 мм довжини та 4–8 мм ширини, зі шкірястим опліддям, білі, сірі, смугасті або чорні.
|                                                                 |  |  |  |  |
| Зліва направо: загальний вигляд, стебло, листок, суцвіття, плід |  |  |  |  |

Пилкові зерна кулястої форми, з трьома борознами. У діаметрі (з шипами) 37,4–44,8 мкм. У контурі з полюса та екватора майже округлі. Борозни шириною 4–5 мкм, короткі, з нерівними краями, часто зі слабопомітними контурами, з притупленими кінцями. Ори овальні, екваторіально витягнуті, шириною 4–5 мкм, довжиною 6–6,5 мкм. Ширина мезокольпіуму 22–25 мкм, діаметр апокольпіуму 11–14,2 мкм, товщина екзини (без шипів) 1,2–1,8 мкм. Підстильний та нижні шари тонкі. Висота стерженьків під шипами до 1 мкм, між шипами, 0,3–0,4 мкм. Скульптура шипувата, висота шипів 3,5–5 мкм, діаметр основи 1,2–1,5 мкм, кінці їх відтягнуті та загострені; шипи розташовані рівномірно, на мезокольпіумі у полярній проєкції розташовано п'ять шипів. Пилок золотистого кольору.

## Поширення
Батьківщина соняшника — Північна Америка. Археологічні розкопки підтверджують той факт, що індіанці вирощували цю рослину понад 2000 років тому. До Європи соняшник привезли іспанці, і на початку XVI століття його стали вирощувати в Мадридському ботанічному саду.
Соняшник звичайний широко культивують в Україні як олійну культуру.

## Хімічний склад
У листі та квітках виявлено флавоноїди (кверцімерітрін), кумариновий глікозид скополін, тритерпенові сапоніди, стерини (глікозид сітостеролін), каротиноїди (β-каротин, криптоксантин, тараксантин), фенолкарбонові кислоти (хлорогенова, неохлорогенова, кавова), антоціани.
У насінні міститься жирні олії (близько 40 %, іноді до 50–52 %), білки (до 20 %), вуглеводи (до 25 %), стерини, каротиноїди, органічні кислоти, фосфоліпіди.

## Геліотропізм

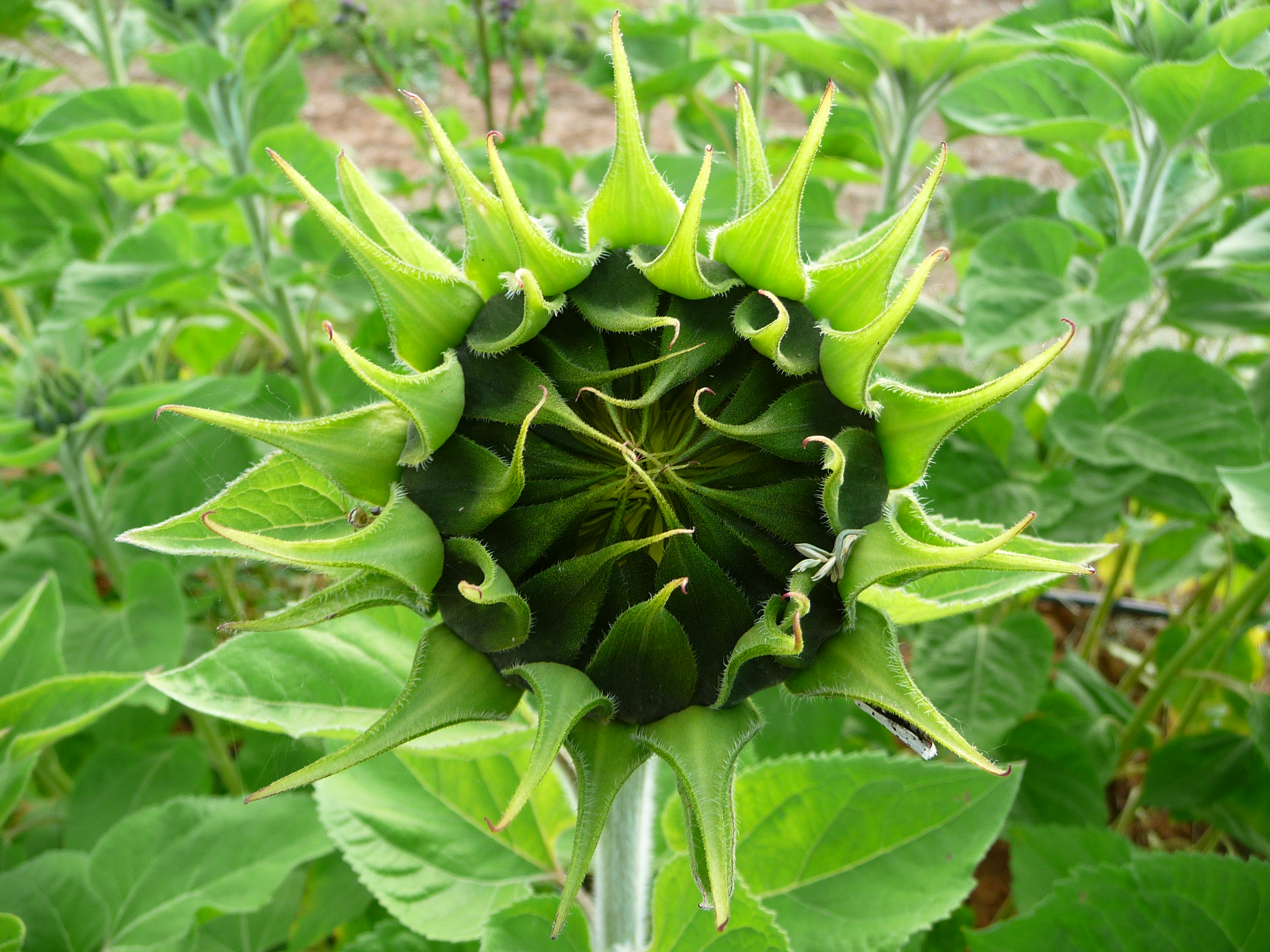
Бутон соняшника

Широко поширена думка, що соняшники «тягнуться» до сонця (геліотропізм). Насправді зрілі квітки соняшника зазвичай спрямовані на схід і не рухаються. Однак, молоді соняшники (до зацвітання) володіють геліотропізмом. Пуп'янки соняшника змінюють свою орієнтацію зі сходу на захід протягом дня та із заходу на схід уночі. Молекулярний механізм геліотропізму соняшника було відкрито у 2016 році.

## Значення та застосування
Повсюдно поширена сільськогосподарська культура. Є основною олійною культурою в Україні та однією з найважливіших олійних культур у світі. Промислове виробництво соняшникової олії вперше було запатентоване 1716 року у Англії. Виведено численні сорти, що відрізняються один від одного розміром суцвіть-кошиків та вмістом олії в насінні. Особливий внесок в агротехніку та селекцію соняшнику вніс академік В. С. Пустовойт.

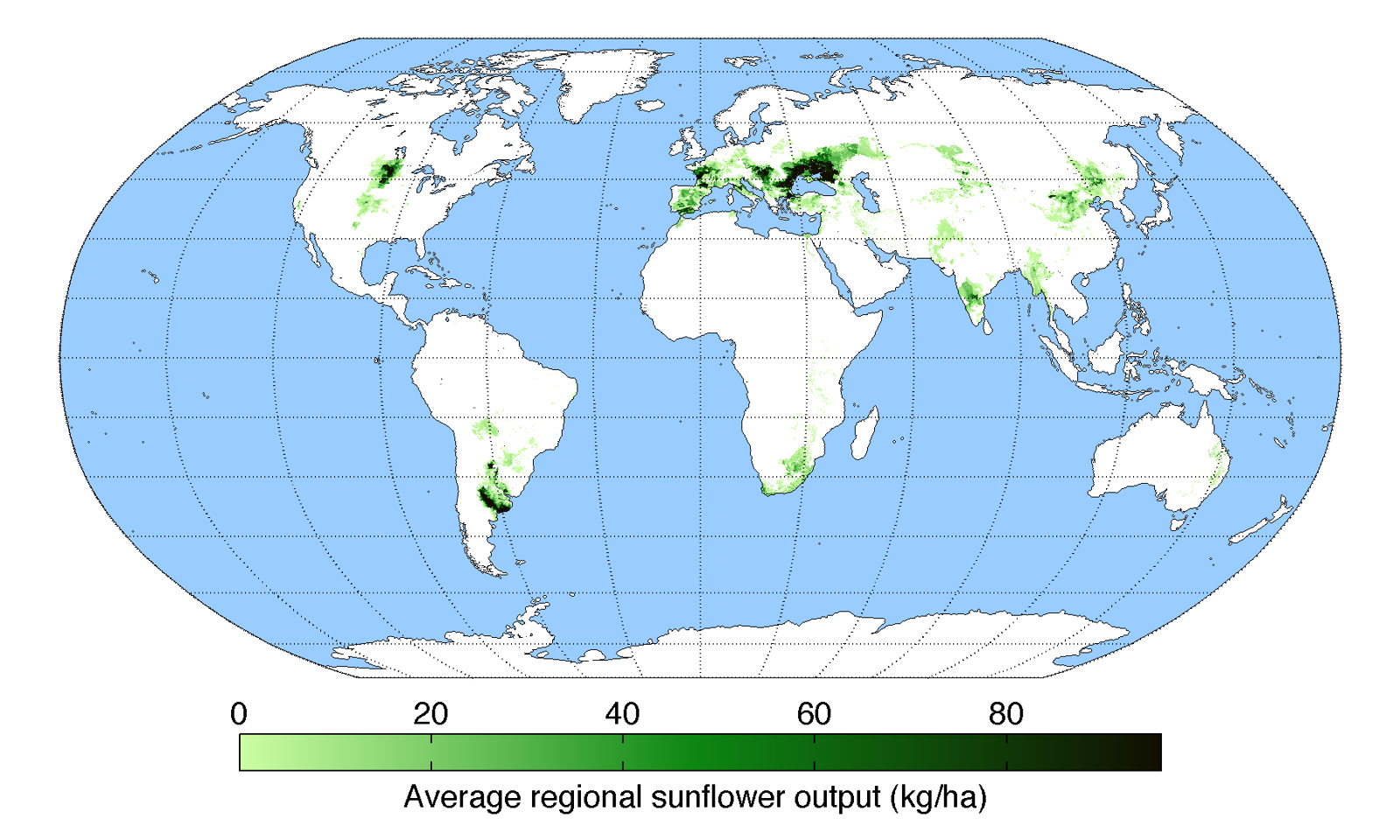
Світовий урожай соняшнику

Плоди — насіння вживають у сирому та підсмаженому вигляді. З насіння виготовляють соняшникову олію.
Макуха йде на корм для худоби, а також використовується для виготовлення халви. Стебла соняшнику служать сировиною для отримання паперу. У безлісних районах їх вживають також на паливо. З золи від спалювання стебел витягують поташ, який застосовується у миловарінні, виробництві тугоплавкого та кришталевого скла, при фарбуванні і як калійне добриво. Обмолочені суцвіття — кошики — йдуть на корм худобі. Високорослі сорти соняшника обробляють на силос. Соняшник висівають як кулісну рослину для затримання на полях снігу.
Існують декоративні сорти соняшника.
Соняшник використовується також і як лікарська рослина: з сухого листя та крайових квіток готують настоянку для підвищення апетиту. У народній медицині настій з крайових язичків квіток використовується як жарознижувальний засіб. Соняшникова олія не лише цінний харчовий продукт, а й важливий лікувальний засіб. Її вживають зовнішньо для розтирань хворих суглобів, а всередину приймають як легке та м'яке проносне. У минулому свіже насіння соняшнику олійного рекомендували застосовувати при алергії, бронхіті та малярії.
Медоносні бджоли збирають з квіток соняшника звичайного нектар та пилок. В Україні, на Північному Кавказі, у ряді областей Росії та Казахстану є важливою медоносною культурою, що забезпечує головний медозбір, а також поповнення запасів пилку у гніздах бджолиних сімей. Залежно від погодних умов і агротехніки посівів медоносність коливається у межах від 13 кг з гектара у Башкортостані до 25 кг у Воронезької області, а цукристість нектару — від 45 до 79 %. За іншими даними, медопродуктивность становить 40–50 кг/га. Відмітна особливість нектару — незначна кількість (3–4 %) і навіть повна відсутність тростинного цукру. Соняшниковий мед золотистий, світло-бурштиновий, іноді з зеленуватим відтінком.

## Інші відомості
У геральдиці соняшник — символ родючості, єдності, сонячного світла та процвітання, а також символ миру.